# Christian Gottlieb Neubert
Christian Gottlieb Neubert (* 25. August 1765 in Jahnsdorf; † 22. September 1829 in Annaberg-Buchholz) war ein deutscher Kantor.

## Leben
Neubert war Sohn eines Jahnsdorfer Schulmeisters, der eine frühe Begabung zur Musik zeigte. Nach der Schulzeit am Lyzeum in Chemnitz, ging er Anfang des Jahres 1787 nach Leipzig, um an der dortigen Universität Theologie zu studieren. Hier machte Neubert Bekanntschaft mit Johann Adam Hiller, der ihn im musikalischen Vortrag unterrichtete und an Johann Gottfried Schicht als Sänger der Leipziger Singakademie empfahl. 
Eine durch Hiller vermittelte Anstellung in Jever lehnte er kurzfristig auf Wunsch des Vaters ab. 
1790 wurde Neubert das Rektorat in Grünhain übertragen, 1798 wurde er dann als Kantor und Musikdirektor nach Annaberg berufen, wo er bis an sein Lebensende wirkte. 